# Comunità montana della Valtellina di Tirano
La Comunità montana della Valtellina di Tirano si trova in Provincia di Sondrio (Lombardia). Il capoluogo è Tirano.
La comunità è costituita da 12 comuni:
- Aprica
- Bianzone
- Grosio
- Grosotto
- Lovero
- Mazzo di Valtellina
- Sernio
- Teglio
- Tirano
- Tovo di Sant'Agata
- Vervio
- Villa di Tirano